# Luigi Guala
Luigi Guala (Vercelli, 18 dicembre 1834 – Vercelli, 23 ottobre 1893) è stato un politico italiano.

## Biografia
Laureato in Giurisprudenza all'Università di Torino, divenne avvocato e professore di Economia politica all'Istituto tecnico di Vercelli.
Fu Consigliere provinciale di Novara e consigliere comunale di Vercelli (dal 1868 fino alla morte). Venne eletto Deputato del Regno d'Italia per cinque legislature consecutive, rimanendo in carica dal 1871 al 1886.
Infine fu nominato senatore del Regno d'Italia nel 1890, durante la XVII legislatura, restando in carica fino alla morte, nell'ottobre 1893, all'età di 58 anni.
Sposato con Irene Marchetti, ebbe un figlio, Mario.